# Messier (inslagkrater)

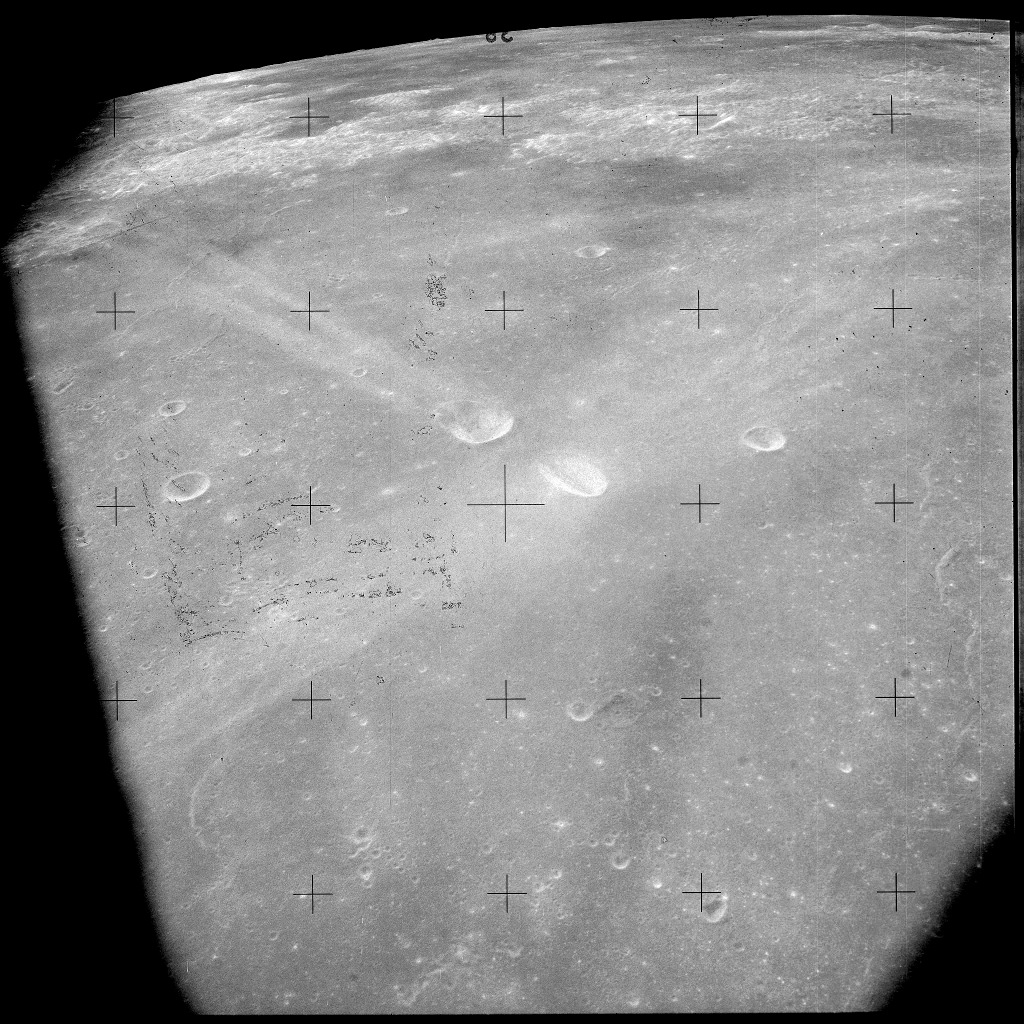
Messier rechts en Messier A links. Foto genomen tijdens de Apollo 15-missie.

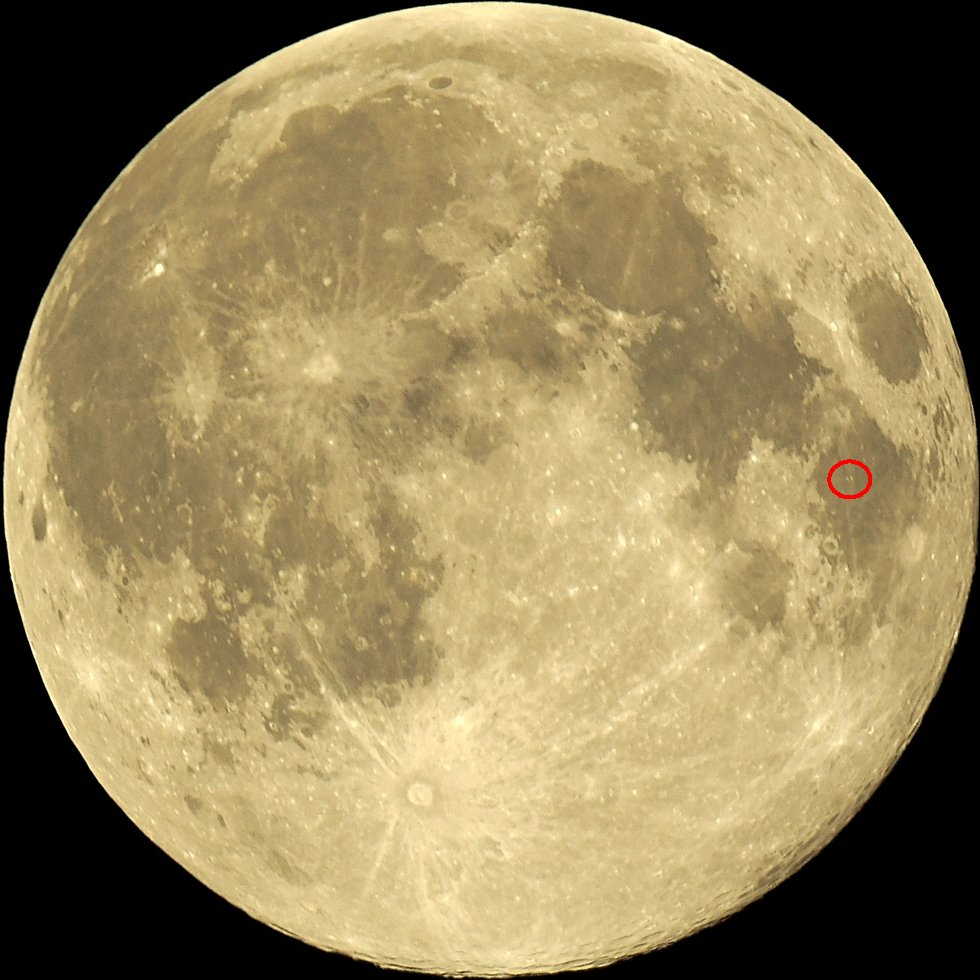
De locatie van Messier op de maan

Messier vormt samen met Messier A een dubbele inslagkrater op de Maan. De twee kraters zijn genoemd naar Charles Messier. Ze zijn gelegen op de coördinaten 2°S, 48°E in het noordelijke deel van Mare Fecunditatis.

## Beschrijving
Messier is een langgerekte krater met een diameter van 9 bij 11 kilometer, een diepte van 1300 meter en een buitenhoogte van 400 meter. Messier A heeft een diameter van 13 kilometer en een diepte van 2250 meter. Vanuit Messier A vertrekken twee duidelijke kraterstralen van 100 kilometer lengte.
Deze dubbelkrater zou ontstaan zijn door een bijna horizontale inslag. Het object dat insloeg wierp eerst bij Messier loodrecht op de inslagrichting materiaal uit, om vervolgens op te veren en weer in te slaan en zo Messier A te vormen.

## Nomenclatuur
De benaming Messier is afkomstig van de Duitse astronoom en selenograaf Johann Heinrich von Mädler. De krater die van de IAU de aanduiding Messier A had gekregen werd aanvankelijk W.H.Pickering genoemd door de selenografen Johann Nepomuk Krieger (1865-1902) en Rudolf König (1865-1927), naar de Amerikaanse maanwaarnemer en selenograaf William Henry Pickering.